# Цепца (приток Колежмы)
Цепца (Цопча) — река в России, протекает по территории Беломорского района Карелии. Устье реки находится в 39 км по левому берегу реки Колежмы. Длина реки — 24 км, площадь водосборного бассейна — 101 км².
Исток — Кедрозеро на высоте 85,6 м над уровнем моря.
В нижнем течении с левого берега в Цепцу впадает безымянный ручей, вытекающий из Ченозера.

## Данные водного реестра
По данным государственного водного реестра России относится к Баренцево-Беломорскому бассейновому округу, водохозяйственный участок реки — реки бассейна Онежской губы от южной границы бассейна реки Кемь до западной границы бассейна реки Унежма, без реки Нижний Выг. Речной бассейн реки — бассейны рек Кольского полуострова и Карелии, впадает в Белое море.